# Shorea leprosula
Espèce
Classification phylogénétique
Statut de conservation UICN

 EN A1cd : En danger
Shorea leprosula est un arbre tropical de la famille des Dipterocarpaceae.

## Synonymes
Hopea maranti Miq., Shorea maranti Burck, Shorea astrostricta Scort. Ex. Foxw
Son nom commun en Malaisie est meranti tembaga, et en anglais light red meranti.

## Description
Cet arbre tropical peut atteindre 60 m de hauteur.

## Biologie
Il ne fleurit que tous les 2 à 5 ans. Tous les arbres de la même région fleurissant en même temps. La pollinisation se faisant par des guêpes des genres Thrips ou Megalurothrips)

## Répartition
On le trouve dans les forêts des vallées ou des collines d'Indonesie, Malaisie, Singapour, et Thailande, à une altitude inférieure à 700m.